# Almirante Óscar Viel (AP-46)
Almirante Óscar Viel (AP-46) byl ledoborec chilského námořnictva. Původně byl v letech 1969–1993 provozován Kanadskou pobřežní stráží jako CCGS Norman McLeod Rogers. Roku 1994 jej koupilo Chile. Ledoborec se stal hlavním chilským zásobovacím plavidlem pro oblast Antarktidy, dokud nebyl 11. února 2019 vyřazen z provozu.

## Stavba

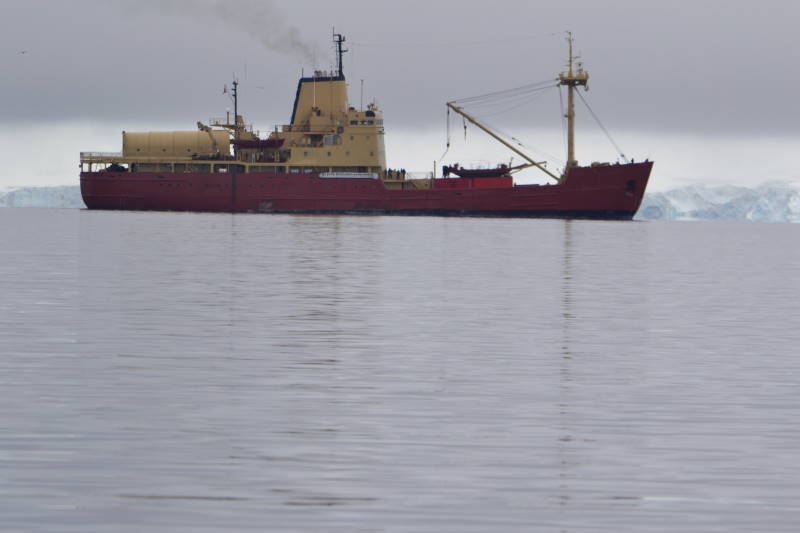
Ledoborec Almirante Óscar Viel

Ledoborec byl postaven kanadskou loděnicí Vickers Armstrong v Montréalu. Plavidlo bylo na vodu spuštěno 25. května 1968 a do služby bylo kanadskou pobřežní stráží přijato roku 1969. Chilské námořnictvo jej do služby koupilo 20. prosince 1994 a do služby zařadilo 14. ledna 1995.

## Konstrukce

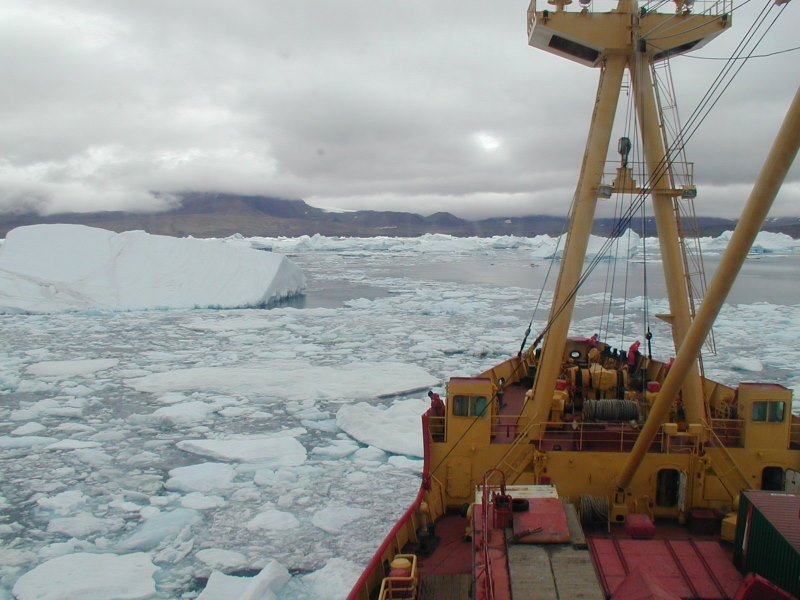
Pohled přes příď na levoboku

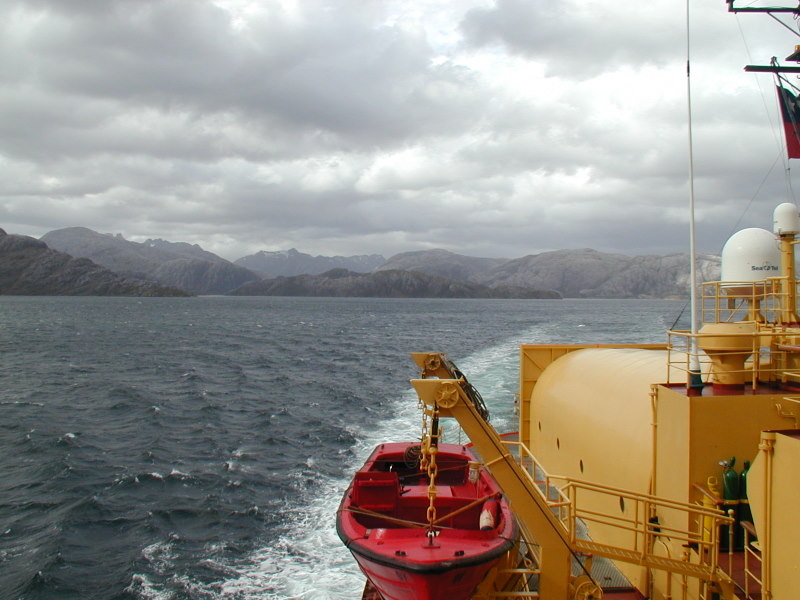
Pohled přes záď na pravoboku

Plavidlo byl vyzbrojeno dvěma 20mm kanóny Oerlikon. Na zádi se nachází přistávací plocha a hangár pro vrtulník MBB Bo 105. Pohonný systém má výkon 15 525 hp. Nejvyšší rychlost dosahuje 15,4 uzlu.